# Клещёв, Константин Александрович
Константи́н Алекса́ндрович Клещёв (22 сентября 1935, Баку, ЗСФСР, СССР — 25 апреля 2010, Москва, Российская Федерация) — российский учёный-геолог, доктор геолого-минералогических наук, профессор, генеральный директор ФГУП «ВНИГНИ» (1989—2010).

## Биография
В 1957 г. окончил Московский нефтяной институт и был направлен на работу во ВНИГНИ, где прошёл путь от геолога до генерального директора института.
В 1968 г. ему присуждена ученая степень кандидата геолого-минералогических наук, в 1985 г. — ученая степень доктора геолого-минералогических наук, в 2002 г. — ученое звание профессора.
В своей научной деятельности:
- создал новое фундаментальное направление в нефтяной геологии — оценка перспектив нефтегазоносности и выработка направлений геолого-поисковых работ на основе геодинамического анализа нефтегазоносных областей с позиции тектоники литосферных плит,
- внедрил геодинамические принципы прогноза нефтегазоносности, что позволило значительно расширить площадь перспективных земель в Предуралье, на Северном Кавказе, а также в поднадвиговых зонах юго-западного обрамления Прикаспийской впадины, Восточной Сибири и других регионов России.

На основе исследований ученого и при его непосредственном участии были открыты:
- крупные месторождения нефти и газа в европейской части России, а также на территории бывших республик СССР и зарубежных стран — Афганистана и Республики Куба,
- Шахпахтинское, Ханакинское, Джаркудукское нефтяные и газовые месторождения, а также ряд месторождений в Республике Куба (Варадеро Южное, Камариока и др.).

В последние годы осуществлял научно-методическое и организационное руководство по уточнению количественной и геолого-экономической оценок ресурсов углеводородного сырья на территории Российской Федерации и её континентальном шельфе.
Автор 80-ти научных трудов, в том числе 4-х монографий и 3-х изобретений. Являлся членом экспертного совета при Правительстве Российской Федерации, главным редактором журнала «Геология нефти и газа», составителем и редактором нескольких изданий Карт нефтегазоносности Российской Федерации, возглавлял разработку Федеральных программ по воспроизводству минерально-сырьевой базы (по разделу нефть и газ).

## Награды и звания
В 1998 г. за работу «Нефтегазовый потенциал осадочных бассейнов Мира: Карта нефтегазоносности, монография — объяснительная записка к Карте и цикл опубликованных работ за 1990—1996 гг.» К. А. Клещеву присуждена Государственная премия РФ в области науки и техники.
«Отличник разведки недр» (1985 г.), памятным знаком «300 лет горно-геологической службе России»(2000 г.), Почетная грамота Министерства природных ресурсов РФ (2004 г.). За добросовестное выполнение служебных обязанностей и по итогам работы за 2005 год занесен на Доску почета Министерства природных ресурсов России.